# Flywheel
Flywheel è un film drammatico statunitense del 2003 diretto, coscritto, interpretato e prodotto da Alex Kendrick.